# Iker Sarriegi
Iker Sarriegi Etxabe (San Sebastián, Guipúzcoa, 16 de agosto de 1973) es un exfutbolista y abogado español. Como futbolista se desempeñaba en la posición de lateral izquierdo, y sus equipos profesionales fueron la SD Eibar, el Real Unión de Irún y la Real Sociedad de Fútbol.

## Biografía
Tras formarse en los juveniles de la Sociedad Cultural y Deportiva Añorga y en el Hernani CD, Iker Sarriegi debuta como profesional con la SD Eibar a los 19 años. La temporada 1993/94 juega cedido en el Real Unión de Irún. A su regreso al equipo eibarrés, Sarriegi se hace con la titularidad, disputando 80 partidos de Segunda División. Esto llama la atención de la Real Sociedad de Fútbol, club en el que su padre trabajaba como delegado, que le contrata al inicio de la temporada 97/98. En el momento de la contratación, el jugador tenía ofertas del Valencia CF y el Sevilla FC. Sarriegi sólo llega a disputar un encuentro en Primera División con los txuri-urdines, el 1 de marzo de 1998 contra el Club Polideportivo Mérida, partido que se salda con victoria del cuadro extremeño. Sus problemas de lesiones de rodilla le obligan a retirarse del fútbol en abril de 2000, con apenas 26 años. En aquel momento, había sido intervenido quirúrgicamente hasta en cinco ocasiones: en el ligamento cruzado anterior y los meniscos lateral y medial de la rodilla izquierda y otras dos veces en el menisco lateral de la rodilla derecha. Desde ese año recibe de la Seguridad Social española una pensión vitalicia de invalidez.
Licenciado en Derecho por la Universidad del País Vasco, fuera de los terrenos de juego Sarriegi se ha caracterizado por su cercanía al mundo de la izquierda abertzale. En varias ocasiones actuó como abogado defensor de presos de ETA ante la Audiencia Nacional de España. En 1998 fue multado por hacer mientras se hallaba en estado de ebriedad gestos vejatorios y sexistas a una agente de la Ertzaintza. En 2001 fue relacionado con el "comando Ttotto", integrado en el complejo Donosti de ETA; en el marco de una operación policial, dos inmuebles de su propiedad fueron registrados por las fuerzas de seguridad españolas. A finales de 2008 firmó con otros muchos deportistas y exdeportistas vascos un escrito exigiendo el uso de la denominación "Euskal Herria" para la selección vasca de fútbol. El 14 de abril de 2010, Sarriegi y otros abogados próximos a la izquierda abertzale fueron detenidos en Bilbao y Hernani por presunta integración o colaboración con banda armada en una operación dirigida por el juez de la Audiencia Nacional Fernando Grande-Marlaska. En diciembre, Sarriegi y el resto de abogados fueron puestos en libertad bajo fianza.

## Estadísticas
| Club                    | Categoría        | País   | Año       | Partidos | Goles |
| ----------------------- | ---------------- | ------ | --------- | -------- | ----- |
| SD Eibar                | Segunda División | España | 1992-1993 | 0        | 0     |
| SD Eibar                | Segunda División | España | 1993-1994 | 26       | 0     |
| SD Eibar                | Segunda División | España | 1994-1995 | 28       | 0     |
| SD Eibar                | Segunda División | España | 1996-1997 | 26       | 0     |
| Real Sociedad de Fútbol | Primera División | España | 1997-1998 | 1        | 0     |
| Real Sociedad de Fútbol | Primera División | España | 1998-1999 | 0        | 0     |
| Real Sociedad de Fútbol | Primera División | España | 1999-2000 | 0        | 0     |